# دانشگاه امیلکار کابرال
دانشگاه امیلکار کابرال (به لاتین: Universidade Amílcar Cabral) یک دانشگاه در گینه بیسائو است که در بیسائو واقع شده‌است.